# Rimboschimento

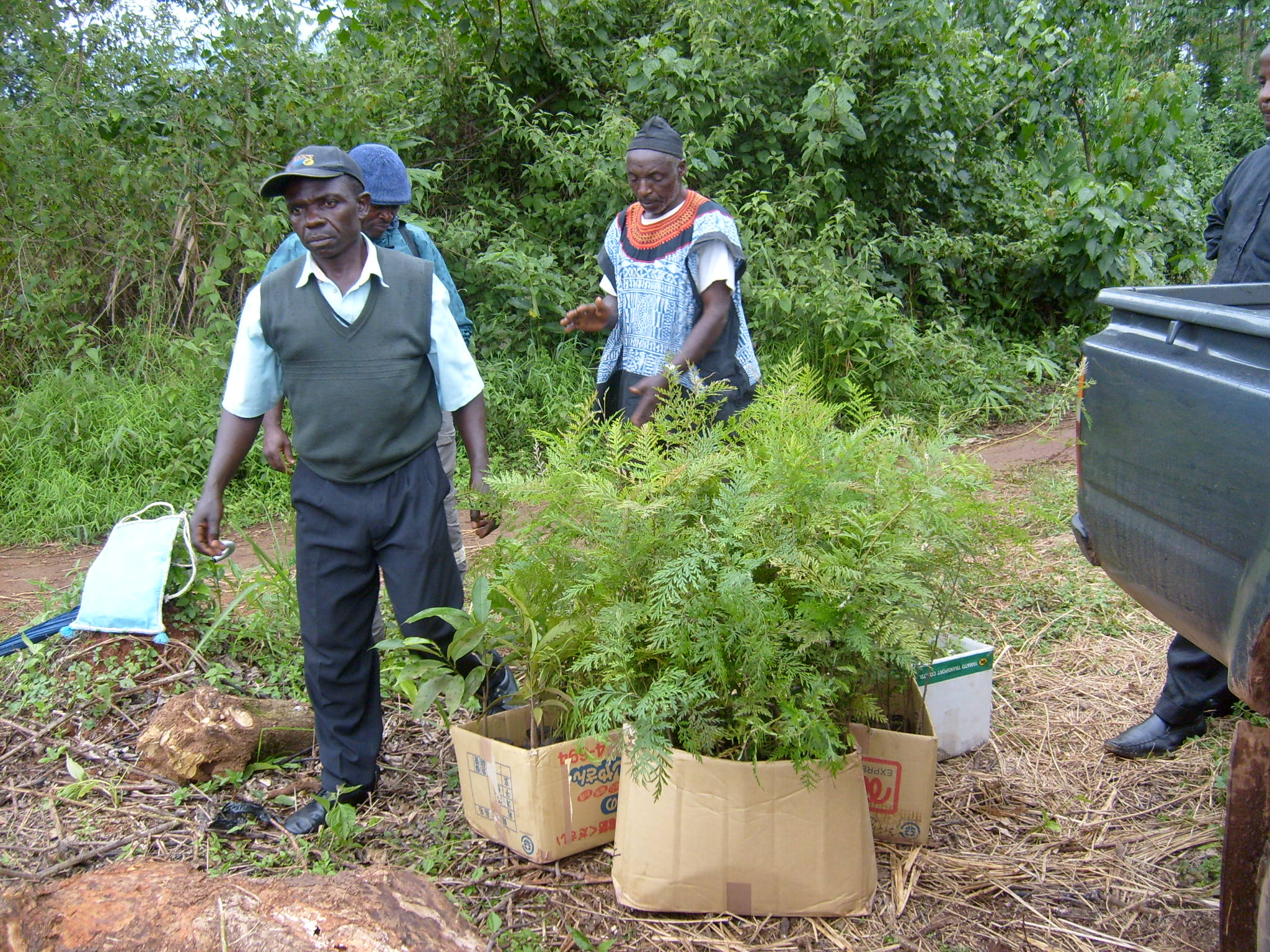
Attività di riforestazione a Kumba, nel Camerun.

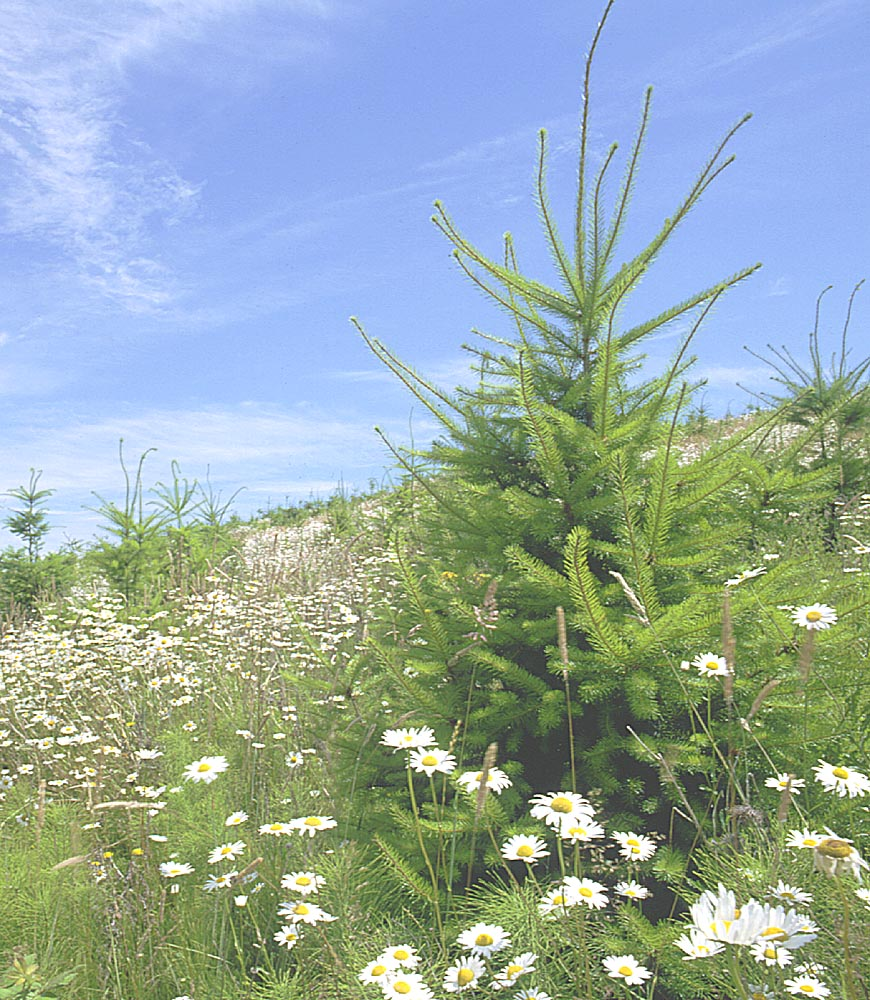
Colonizzazione spontanea di abeti in pascolo montano

Nelle scienze forestali il termine rimboschimento indica il processo con cui una zona da tempo priva di vegetazione o precedentemente non boscata viene ricoperta da alberi e arbusti adatti a quella zona, che di norma sono le specie autoctone. Si tratta quindi di un cambio di destinazione d'uso del suolo. Il rimboschimento può essere artificiale, se effettuato dall'uomo, oppure naturale se avviene spontaneamente, grazie alle sementi trasportate dal vento o dagli animali. In quest'ultimo caso si parla più propriamente di "colonizzazione forestale".

## Storia
Il 16 maggio 2015 l'Ecuador ha ottenuto il Guinness dei primati per un singolo atto di riforestazione, grazie all'opera di circa 45 000 volontari che hanno piantato insieme 650 000 alberi di 179 specie diverse nella stessa giornata. Allo stesso anno risale il progetto di riforestazione con l'utilizzo di droni della BioCarbon Engineering; se fosse realizzato, con questo metodo si stima che si riuscirebbero a piantare fino a 36 000 semi al giorno.

## Imboschimento, riforestazione, forestazione e rinnovazione
Sebbene il termine "rimboschimento" venga spesso utilizzato anche per indicare l'imboschimento, questi due termini non sono sinonimi; la differenza fra rimboschimento e imboschimento consiste nel fatto che il primo processo avviene su terreni ove il bosco era presente fino ad epoca più o meno recente, mentre si parla di imboschimento quando il processo ha luogo in terreni mai boscati in precedenza oppure mai boscati a memoria d'uomo. Quando il rimboschimento o l'imboschimento non sono praticati per la produzione di legname (o non solo per questo motivo), si parla più nello specifico di riforestazione (nel primo caso) o forestazione (nel secondo caso), essendo quindi la riforestazione e la forestazione dei casi particolari rispettivamente di rimboschimento e imboschimento.
Il rimboschimento non va confuso con la rinnovazione del bosco, ossia con la crescita di nuove piantine in terreni boscati, in cui gli alberi sono stati tagliati dall'uomo o distrutti da calamità naturali. In questo caso non si ha cambio di destinazione d'uso del suolo, ma ci si limita a conservare lo stato di fatto. La rinnovazione del bosco può essere artificiale, se effettuata dall'uomo tramite semina o piantagione, o naturale, se avviene spontaneamente grazie alle sementi degli alberi rimasti.

## Finalità

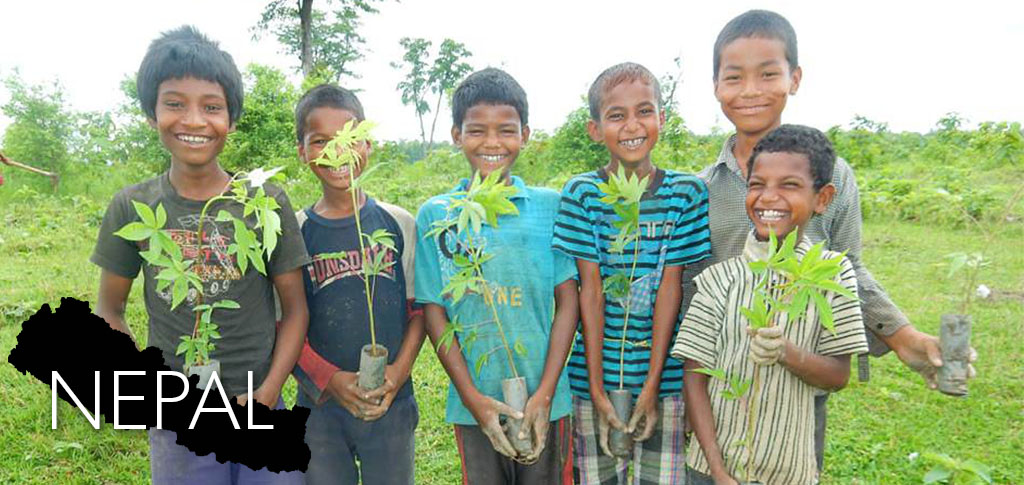
Bambini che partecipano a un progetto di rimboschimento in Nepal

Il bosco è in grado di influenzare in maniera significativa la biosfera e la struttura economica di una regione a diversi livelli e in diversi ambiti. Per questo, gli scopi del rimboschimento possono essere i più disparati:
- rallentamento dell'erosione del terreno;
- innalzamento del livello delle acque sotterranee nelle falde acquifere della zona;
- ricostituzione della biodiversità;
- freno ad un eventuale processo di desertificazione;
- protezione contro inondazioni o valanghe;
- produzione di legname;
- controllo del tenore di anidride carbonica nell'atmosfera.

A lungo termine, il rimboschimento è giustificato da considerazioni di ecosostenibilità e sviluppo sostenibile: progetti del genere potrebbero ad esempio contribuire a fronteggiare l'effetto serra. È stato accertato che il disboscamento attuato per scopi agricoli o in generale la modifica delle caratteristiche originarie della vegetazione ha come conseguenza l'incremento dell'anidride carbonica nell'atmosfera, la modifica dell'albedo della superficie, della velocità di evapotraspirazione e del quantitativo di onde elettromagnetiche assorbite dalla Terra; tutti questi fattori sono determinanti nel fenomeno del surriscaldamento globale. La deforestazione è inoltre la principale causa antropogenica di emissione di anidride carbonica in atmosferica associata a modifiche del suolo e la seconda causa di emissione antropogenica di anidride carbonica in atmosferica dopo l'utilizzo di combustibili fossili.
Il processo di riforestazione può essere semplicemente favorito evitando o tenendo sotto controllo le condizioni sfavorevoli allo sviluppo di un bosco. In caso contrario, intervenendo attivamente, una delle difficoltà principali è quella di scegliere le sementi più adatte e di garantirne la germinazione.